# I lågornas sken
I lågornas sken är en etnopoplåt skriven av Mårten och Lina Eriksson och framförs av Nordman. Låten togs ut som tävlande bidrag i Melodifestivalen 2008 och deltog i tävlingens fjärde deltävling i Karlskrona, 1 mars. Därifrån gick bidraget vidare till Andra chansen veckan efter och lyckades där via dueller mot Häggkvist & Johnsons One Love och Suzzie Tappers Visst finns mirakel ta sig till finalen i Globen 15 mars. I finalen slutade melodin på sjätte plats.
Sångtexten handlar om häxprocesserna, där kvinnor anklagades under främst 1600-talet anklagades för trolldom. Nordmans medlemmar sa också i en TV-intervju inför Melodifestivalen att budskapet är hur illa det kan gå om man sprider falska rykten. I scenshowen till låten symboliserades häxbränningen med att en av de kvinnliga dansarna stod inuti lågor på en upphöjd plats på scenen.
Under perioden 4-25 maj 2008 låg melodin på Svensktoppen i fyra veckor, med placeringarna 7-7-9-9. Låten blev nummer 80 på Trackslistans årslista för 2008.
Musikvideon till låten regisserades av Owe Lingvall.

## Listplaceringar
| Lista (2008) | Topplacering |
| ------------ | ------------ |
| Sverige      | 6            |